# Магљеник
Магљеник (магленик) је направа за задимљавање великих површина на копну и мору, војне намјене.
Принцип рада је заснован на распршивању димних материја у аеросоле које онда стварају дим при спајању с честицама водене паре у ваздуху. По начину стварања дима могу се подијелити на:
- Магљеник с ваздухом (или азотом) под притиском. Има боцу са гасом под притиском из које цијев води у суд с димном материјом, одакле се кроз распршивач избацује ван.
- Магљеник на притисак мрављом киселином
- Магљеник на издувне гасове мотора

По начину транспорта постоје:
- Носећи магљеник - запремине 10 литара, даје димну завјесу до 400 м дужине и 25 м ширине
- Возећи магљеник
- Буре м.
- Аутомобил за задимљавање

Димни генератор је посебна врста м. у којем се вода и уље загријавају, затим мјешају и потом излазе кроз цијев као густи бијели дим. Предност је употреба некорозивних и неотровних материја.